# Marama Teururai
Marama Teururai di Huahine, altrimenti noto come Marama (Téfareri'i, 17 dicembre 1851 – Fare, 7 giugno 1909), è stato coreggente di Huahine dal 1884 al 1895.

## Biografia
Marama era il primo figlio maschio dell'allora gran capo locale, Ari'imate, il quale l'anno successivo alla sua nascita divenne re di Huahine. Sua madre, dopo la deposizione del marito nel 1868, diventerà ella stessa regina di Huahine col nome di Tehaapapa II.
Alla morte prematura del fratello minore, divenne primo ministro durante il governo di sua madre Tehaapapa II nel 1884 e assunse contestualmente anche la carica di coreggente dal 1884 sino al 1895.
Il 22 febbraio 1888 quando sua madre siglò un trattato di protettorato che spianò de facto la strada per l'annessione del suo reame alla Francia, si scatenarono sull'isola delle rivolte guidate da alcuni membri dell'aristocrazia locale che non erano intenzionati a rinunciare alla sovranità statale a favore di gruppi di stranieri venuti dal mare con intenti colonizzatori. Per questo motivo questi stessi nobili riuscirono a deporre la regina Tehaapapa II e a porre sul trono sua figlia Temari'i, sorella dello stesso Marama. Esiliato con la famiglia, Marama si impegnò per far tornare la madre sul trono e vi riuscì appena due anni dopo, nel 1890.
Quando sua madre morì nel 1893, egli promosse la candidatura al torno di sua figlia, la principessa Teri'inavahoro'a Teurura'i, ascesa quindi col nome di Tehaapapa III. Anche durante il breve regno della figlia continuò a operare come coreggente sino alla fine della monarchia nel 1895 e l'annessione del dominio alla Francia.
Dopo la caduta della monarchia, continuò a vivere sull'isola con la figlia e si spense nel 1909.

## Matrimonio e figli
Il principe Marama sposò la principessa Tetuamarama di Rurutu (1857–1919) (figlia primogenita del re Teuruarii III di Rurutu e di sua moglie Tematarurai'i168) dalla quale ebbe otto figli, ma solo tre di questi sopravvissero alla maggiore età:
- Principessa Tehaapapa - ultima regina di Huahine col nome di Tehaapapa III
- Principessa Teanuinuiata - ebbe dieci figli
- Principessa Tetuamarama - ebbe sei figli